# Odontosoria killipii
Odontosoria killipii är en ormbunkeart som först beskrevs av William Ralph Maxon, och fick sitt nu gällande namn av R. M. Tryon och A. F. Tryon. Odontosoria killipii ingår i släktet Odontosoria och familjen Lindsaeaceae. Inga underarter finns listade.